# Vittorio Congia
Vittorio Congia (né à  Iglesias le 4 novembre 1930 et mort à Rome le 27 novembre 2019) est un acteur italien. Il est apparu dans 40 films entre 1957 et 1978.  
Il a été actif aussi au théâtre, à la télévision et comme acteur de doublage. Il a été notamment la voix italienne de Ian Holm dans Le Seigneur des anneaux et de Jeff Rawle dans Harry Potter.

## Filmographie partielle
- 1960 : Messaline
- 1961 : Son Excellence est restée dîner ((it) Sua Eccellenza si fermò a mangiare)
- 1962 : 5 marines per 100 ragazze
- 1963 : Obiettivo ragazze
- 1965 : Gli amanti latini
- 1966 : Rita la zanzara de Lina Wertmüller
- 1968 : Zum zum zum ((it) Zum Zum Zum - La canzone che mi passa per la testa)
- 1971 : Méfie-toi Ben, Charlie veut ta peau ((it) Amico stammi lontano almeno un palmo)
- 1971 : Le Chat à neuf queues ((it) Il gatto a nove code)
- 1972 : Le inchieste del commissario Maigret  - ((it) Maigret in pensione), série TV